# District de Koraput
Le district de Koraput est un district de l'état de l'Odisha, en Inde. Il est situé dans les Ghats orientaux et est connu pour ses types de gisements minéraux riches et diversifiés.

## Géographie
Au recensement de 2011, sa population compte 1 376 934 habitants, 78,19% de la population du district parlait l' Odia , 10,21% Kui , 3,46% Télougou , 2,81% Kuvi , 2,10% Gutob et 1,49% Bhatri comme première langue. Son chef-lieu est la ville de Koraput.  

## Minéraux
Les principaux gisements minéraux économiques du district de Koraput sont le calcaire et la bauxite, en plus de cela, on trouve également dans ce district une présence d'argile de Chine, de néphéline synite, d'or, de roches multicolores et noires nommées pierre décorative.  Les principales mines du district sont 
- Mines de bauxite Panchpatmali de M / s. National Aluminium & Co. Ltd.
- Mines de bauxite de Maliparbat de M / s. Hindalco Industries Ltd.,
- Mines de calcaire Ampavally de M / s. Odisha Mining Corporation Ltd. et M / s. Société de développement industriel d'Odisha Ltd.